# 山形県女子駅伝競走大会
山形県女子駅伝競走大会（やまがたけんじょしえきでんきょうそうたいかい、略称：県女子駅伝）は、山形新聞、山形放送（YBC）、山形陸上競技協会等が主催し、山形県で開催される郡市対抗の駅伝大会である。

## 概要
毎年11月に開催され、山形県上山市から山形市の山形メディアタワーまでの約20.5㎞を走り抜ける、郡市対抗の女子駅伝。女性選手のみでチームメンバーが構成され、山形県縦断駅伝競走大会の女性版とも言われる。
昭和59年に第1回大会開催。
現在、地元企業ヤマザワが冠スポンサーとなっており、「ヤマザワカップ県女子駅伝競走大会」とも言われる。

## 出場チーム
- 酒田・飽海（濃緑）＜酒田市、遊佐町＞
- 鶴岡・田川（黄色）＜鶴岡市、庄内町、三川町＞
- 新庄・最上（藤色）＜新庄市、舟形町、鮭川村、最上町、大蔵村、戸沢村、金山町、真室川町＞
- 北村山（薄緑）＜東根市、村山市、尾花沢市、大石田町＞
- 寒河江・西村山（紺色）＜寒河江市、河北町、大江町、朝日町、西川町＞
- 天童・東村山（水色）＜天童市、山辺町、中山町＞
- 山形（紫色）＜山形市＞
- 上山（橙色）＜上山市＞
- 南陽・東置賜（海老茶）＜南陽市、高畠町、川西町＞
- 長井・西置賜（桃色）＜長井市、白鷹町、飯豊町、小国町＞
- 米沢（赤色）＜米沢市＞

※（）は襷の色

## コース
現在の区間（20.5km）
第1区(5.4km)：上山市本庄地区公民館 - 県道13号 - 上山市保健センター前
第2区(4.5km)：上山市保健センター - 県道51号 - 茂吉記念館前バス停先
第3区(2.6km)：茂吉記念館前バス停先 - 県道267号 - JAやまがた蔵王支店前　※中学生区間
第4区(2.7km)：JAやまがた蔵王支店前 - 服部コーヒーフーズ山形支店前　※中学生区間
第5区(5.3km)：服部コーヒーフーズ山形支店前 - 山形メディアタワー前

## 戦績

### 優勝チーム
- 第1回：酒田・飽海
- 第2回-第3回 ：米沢
- 第4回：北村山
- 第5回：山形
- 第6回：米沢
- 第7回：山形
- 第8回-第9回：酒田・飽海
- 第10回：米沢
- 第11回：鶴岡・田川
- 第12回-第13回：長井・西置賜
- 第14回-第15回：山形
- 第16回-第17回：酒田・飽海
- 第18回-第20回：天童・東村山
- 第21回-第29回：山形（9連覇）
- 第30回：酒田・飽海
- 第31回：山形
- 第32回-第33回：酒田・飽海
- 第34回：山形
- 第35回-第36回：南陽・東置賜
- 第37回-第39回：北村山
- 第40回：天童・東村山

### 総合最高位
- 酒田・飽海：優勝（第1回大会など）
- 鶴岡・田川：優勝（第11回大会など）
- 新庄・最上：第3位（第5回大会）
- 北村山：優勝（第4回大会など）
- 寒河江・西村山：第3位（第31回大会）
- 天童・東村山：優勝（第18回大会など）
- 山形：優勝（第5回大会など）
- 上山：第2位（第11回大会など）
- 南陽・東置賜：優勝（第35回大会など）
- 長井・西置賜：優勝（第12回大会など）
- 米沢：優勝（第2回大会など）

## 表彰
- 総合順位：優勝～第6位
- 区間賞
- 区間新記録賞
- 永年出場者（通算5回・10回・15回・・・5回刻み）

## 本駅伝に参加した著名選手
- 高橋由衣（酒田・飽海）
- 佐藤由美（鶴岡・田川）
- 阿部有香里（酒田・飽海）